# Bindervoetpolder
De Bindervoetpolder is een voormalig waterschap in de provincie Groningen.
De polder was gelegen tussen Gaarkeuken en Grijpskerk ten oosten van het Poeldiep. De zuidgrens werd gevormd door het Hoerediep. De oostgrens liep een kleine 400 m ten oosten van het Poeldiep, nagenoeg parallel hieraan. De noordgrens lag op de plek waar de huidige N388 het Poeldiep kruist.
De polder sloeg via een kleine molen uit een boezemwatergang aan de oostkant van de polder. Deze nog steeds functionerende watergang voerde het water af van de oostkant van Grijpskerk en liep in het lage gedeelte tussen de Bindervoetpolder en de polder Juursemakluft door. De bemaling is na de afbraak van de molen verplaatst naar het Poeldiep.
Het waterschap had geen reglement, waardoor het de facto niet bestond en de ingelanden bovendien geen afkoopsom voor het onderhoud wilden betalen (tot ± 1980 gebruikelijk bij overname). Daardoor werd het gebied lange tijd – zeker tot halverwege de jaren 0 van deze eeuw – als een soort niemandsland beschouwd, waar bijvoorbeeld niet werd geschouwd.
Waterstaatkundig gezien ligt het gebied sinds 1995 binnen dat van het waterschap Noorderzijlvest.